# Wybory parlamentarne na Mauritiusie w 2010 roku
Wybory parlamentarne na Mauritiusie w 2010 roku – wybory parlamentarne na Mauritiusie przeprowadzone 5 maja 2010. Zwycięstwo odniosła koalicja rządzącej Partia Pracy Mauritiusu na czele z premierem Navinem Ramgoolamem, która zdobyła większość miejsc w parlamencie.

## Organizacja wyborów
Parlament Mauritiusu (Zgromadzenie Narodowe) składa się z 70 deputowanych, z których 62 wybieranych jest na 5-letnią kadencję w głosowaniu powszechnym, a 8 wybieranych w sposób pośredni w oparciu o kryterium etniczne. Poprzednie wybory parlamentarne odbyły się w lipcu 2005. Scena polityczna Mauritiusu zdominowana jest przez trzy partie polityczne: Partię Pracy Mauritiusu (Mauritius Labour Party, MLP), Walczący Ruch Mauritiusu (Mauritian Militant Movement, MMM) oraz Walczący Ruch Socjalistyczny (Militant Socialist Movement, MSM).
Rządząca od 2005 Partia Pracy Mauritiusu (MLP) premiera Navina Ramgoolama zawiązała koalicję wyborczą pod nazwą Sojusz Przyszłości (Alliance of the Future) z opozycyjnym Walczącym Ruchem Socjalistycznym (MSM) pod przewodnictwem Pravinda Jugnautha oraz mniejszą Partią Socjaldemokratyczną Mauritiusu (PMSD).
Głównym rywalem tej koalicji była największa partia opozycyjna, Walczący Ruch Mauritiusu (MMM) byłego premiera Paula Bérengera, która zawiązała koalicję Sojusz Serca (Alliance of the Heart) z dwiema mniejszymi partiami. Bérenger był jedynym premierem w historii państwa niewywodzącym się ze społeczności hinduskiej. Obie koalicje rywalizowały o 60 mandatów przypadających wyspie Mauritius. O 2 pozostałe mandaty przeznaczone dla wyspy Rodrigues ubiegały się ugrupowania Ruch Rodriguesu (Rodrigues Movement) i Ludowa Organizacja Rodriguesu (Rodrigues People's Organisation).
31 marca 2010 premier Ramgoolam rozwiązał parlament i zarządził organizację wyborów w dniu 5 maja 2010. Zarówno partia rządząca, jak i opozycja w czasie kampanii zapowiadały rozbudowę opieki społecznej na Mauritiusie, jednym z najbardziej stabilnych państw Afryki. Głównymi tematami kampanii były kwestie reform gospodarczych i konstytucyjnych, korupcji, walki z przemytem narkotyków oraz sprawy etniczne. Lider opozycji, Paul Bérenger oskarżył rząd o wykorzystywanie publicznej telewizji Mauritius Broadcasting Corporation na potrzeby własnej kampanii wyborczej.

## Głosowanie i wyniki wyborów
O 62 mandaty ubiegało się 529 kandydatów, którzy musieli zadeklarować przynależność do jednej z czterech grup etnicznych: hinduskiej, muzułmańskiej, chińskiej lub "ogólnej populacji" (głównie ludność chrześcijańska). Wyniki wyborów ogłoszone zostały 6 maja 2010. Zwycięstwo odniosła koalicja rządzącej Partii Pracy Mauritiusu, która zdobyła 41 mandatów w parlamencie. Koalicja opozycyjnego Walczącego Ruchu Mauritiusu uzyskała 18 mandatów. Ruch Rodriguesu zdobył 2 mandaty, a muzułmański Front Solidarności Mauritiusu 1 mandat. Frekwencja wyborcza wyniosła 78%.
Paul Bérenger już 6 maja 2010, jeszcze przed ogłoszeniem oficjalnych wyników, przyznał się do porażki w wyborach. Premier Ramgoolam zapowiedział prowadzenie polityki opartej na "jedności, równości i nowoczesności". Oznajmił, że priorytetami jego rządu będzie poprawa infrastruktury drogowej, wzmocnienie bezpieczeństwa obywateli, rozwój opieki zdrowotnej i edukacji.
7 maja komisja wyborcza dokonała podziału pozostałych 8 mandatów. Ich rozdział odbywał się w oparciu o złożone deklaracje etniczne kandydatów. Spośród 4 grup etnicznych (hinduska, muzułmańska, chińska, pozostałe) miejsca w parlamencie uzyskali kandydaci z największą liczbą głosów, którzy nie weszli do izby w wyniku głosowania powszechnego. Wyjątkowo, komisja wyborcza w 2010 rozdzieliła tylko 7 mandatów; jeden mandat przeznaczony dla grupy pochodzenia chińskiego pozostał nieobsadzony.
Wybory monitorowane były przez ok. 130 obserwatorów, w tym przysłanych przez UA i SADC. Po przeprowadzeniu głosowania komisja wyborcza ogłosiła, że proces wyborczy przebiegł poprawnie i nie zanotowano żadnych formalnych skarg. Obserwatorzy z UA uznali wybory za "wolne i przejrzyste".
| Koalicja i partia | Liczba głosów | %     | Liczba mandatów | Przydzielone mandaty | Razem |
| --- | ------------- | ----- | --------------- | -------------------- | ----- |
| Sojusz Przyszłości (Alliance of the Future) - Partia Pracy Mauritiusu (Mauritian Labour Party) - Walczący Ruch Socjalistyczny (Militant Socialist Movement) - Partia Socjaldemokratyczna Mauritiusu (Mauritian Social Democrat Party) | 1 001 903     | 49,69 | 41              | 4                    | 45    |
| Sojusz Serca (Alliance of the Heart) - Walczący Ruch Mauritiusu (Mauritian Militant Movement) - Unia Narodowa (National Union) - Socjaldemokratyczny Ruch Mauritiusu (Mauritian Socialist Democrat Movement)                          | 847 095       | 42,01 | 18              | 2                    | 20    |
| Front Solidarności Mauritiusu (Mauritian Solidarity Front) | 51 161        | 2,54  | 1               | —                    | 1     |
| Ruch Rodriguesu (Rodrigues Movement) | 20 933        | 1,04  | 2               | —                    | 2     |
| Ludowa Organizacja Rogriguesu (Rodrigues People's Organisation) | 18 815        | 0,93  | —               | 1                    | 1     |
| Pozostali | 76 520        | 3,79  | —               | —                    | —     |
| Razem (Frekwencja ~78%) | 2 016 427     | 100%  | 62              | 7                    | 69    |
| Źródło: |               |       |                 |                      |       |